# Piragüismo en los Juegos Olímpicos de Londres 2012 – K-4 1000 metros masculino
La prueba K-4 1000 metros masculino de piragüismo en los Juegos Olímpicos de Londres 2012, se llevó a cabo entre el 7 al 9 de agosto, en Eton Dorney en Buckinghamshire.

## Horario
Todas las horas están en horario de verano (UTC+1)
| Fecha                       | Tiempo      | Ronda              |
| --------------------------- | ----------- | ------------------ |
| Martes, 7 de agosto de 2012 | 09:30 11:01 | Series Semifinales |
| Jueves, 9 de agosto de 2012 | 09:48       | Final              |

## Resultados

### Series
Primer bote califica para la final, el resto va a las semifinales (Q).

#### Serie 1
| Rank | Kayakista                                                       | País             | Tiempo   | Notas |
| ---- | --------------------------------------------------------------- | ---------------- | -------- | ----- |
| 1    | Peter Gelle Martin Jankovec Erik Vlček Juraj Tarr               | Eslovaquia (SVK) | 2:55.173 | Q     |
| 2    | Marcus Groß Norman Bröckl Tim Wieskötter Max Hoff               | Alemania (GER)   | 2:56.987 |       |
| 3    | Kim Wraae Knudsen René Holten Poulsen Emil Stær Kasper Bleibach | Dinamarca (DEN)  | 3:05.134 |       |
| 4    | Traian Neagu Toni Ioneticu Ștefan Vasile Ionel Gavrilă          | Rumania (ROU)    | 3:12.371 |       |
| 5    | Milenko Zorić Ervin Holpert Aleksandar Aleksić Dejan Terzić     | Serbia (SRB)     | 3:21.437 |       |

#### Serie 2
| Rank | Kayakista                                                | País                          | Tiempo   | Notas |
| ---- | -------------------------------------------------------- | ----------------------------- | -------- | ----- |
| 1    | Zoltán Kammerer Dávid Tóth Tamás Kulifai Dániel Pauman   | Hungría (HUN)                 | 2:54.153 | Q     |
| 2    | Daniel Havel Lukáš Trefil Josef Dostál Jan Štěrba        | República Checa (CZE)         | 2:54.267 |       |
| 3    | Tate Smith Dave Smith Murray Stewart Jacob Clear         | Australia (AUS)               | 2:59.789 |       |
| 4    | Ilya Medvedev Anton Vasiliev Anton Ryakhov Oleg Zhestkov | Rusia (RUS)                   | 3:04.781 |       |
| 5    | Zhang Hongpeng Zhou Peng Shen Jie Huang Zhipeng          | República Popular China (CHN) | 3:14.234 |       |

### Semifinal
Los seis botes más rápidos califican a la final.
| Rank | Kayakista                                                       | País                          | Tiempo   | Notas |
| ---- | --------------------------------------------------------------- | ----------------------------- | -------- | ----- |
| 1    | Tate Smith Dave Smith Murray Stewart Jacob Clear                | Australia (AUS)               | 2:52.505 | Q     |
| 2    | Marcus Groß Norman Bröckl Tim Wieskötter Max Hoff               | Alemania (GER)                | 2:53.575 | Q     |
| 3    | Daniel Havel Lukáš Trefil Josef Dostál Jan Štěrba               | República Checa (CZE)         | 2:53.984 | Q     |
| 4    | Ilya Medvedev Anton Vasiliev Anton Ryakhov Oleg Zhestkov        | Rusia (RUS)                   | 2:54.303 | Q     |
| 5    | Traian Neagu Toni Ioneticu Ștefan Vasile Ionel Gavrilă          | Rumania (ROU)                 | 2:55.027 | Q     |
| 6    | Kim Wraae Knudsen René Holten Poulsen Emil Stær Kasper Bleibach | Dinamarca (DEN)               | 2:56.003 | Q     |
| 7    | Milenko Zorić Ervin Holpert Aleksandar Aleksić Dejan Terzić     | Serbia (SRB)                  | 2:56.346 |       |
| 8    | Zhang Hongpeng Zhou Peng Shen Jie Huang Zhipeng                 | República Popular China (CHN) | 3:00.315 |       |

### Final
| Rank              | Kayakista                                                       | País                  | Tiempo   | Notas |
| ----------------- | --------------------------------------------------------------- | --------------------- | -------- | ----- |
| Medalla de oro    | Tate Smith Dave Smith Murray Stewart Jacob Clear                | Australia (AUS)       | 2:55.085 |       |
| Medalla de plata  | Zoltán Kammerer Dávid Tóth Tamás Kulifai Dániel Pauman          | Hungría (HUN)         | 2:55.699 |       |
| Medalla de bronce | Daniel Havel Lukáš Trefil Josef Dostál Jan Štěrba               | República Checa (CZE) | 2:55.850 |       |
| 4                 | Marcus Groß Norman Bröckl Tim Wieskötter Max Hoff               | Alemania (GER)        | 2:56.172 |       |
| 5                 | Kim Wraae Knudsen René Holten Poulsen Emil Stær Kasper Bleibach | Dinamarca (DEN)       | 2:56.542 |       |
| 6                 | Peter Gelle Martin Jankovec Erik Vlček Juraj Tarr               | Eslovaquia (SVK)      | 2:56.771 |       |
| 7                 | Ilya Medvedev Anton Vasiliev Anton Ryakhov Oleg Zhestkov        | Rusia (RUS)           | 2:57.375 |       |
| 8                 | Traian Neagu Toni Ioneticu Ștefan Vasile Ionel Gavrilă          | Rumania (ROU)         | 2:58.223 |       |